# Heterusia protea
Heterusia protea là một loài bướm đêm trong họ Geometridae.